# Église Saint-Martin d'Erfurt
L église Saint-Martin est une église catholique située dans la partie ouest de la vieille ville d'Erfurt en Allemagne. C'est une filiale de la paroisse Saint-Séverin d'Erfurt (de).

## Histoire
La première église, vouée à saint Martin, est consacrée en 1248. Elle appartient ensuite à l'abbaye cistercienne située non loin. Elle est détruite par un incendie en 1472, seul le clocher reste debout. Elle est reconstruite en 1483 et entre 1755 et 1758 est redécorée en style baroque.
L'église Saint-Martin est restaurée en 2001.
Son clocher comporte deux cloches anciennes, l'une de 1419 et l'autre de 1590.